# Emilio Buttironi
Emilio Buttironi (Suzzara, 17 marzo 1844 – Pavia, 14 febbraio 1919) è stato un patriota italiano che partecipò alla Spedizione dei Mille di Giuseppe Garibaldi.

## Biografia
Fu il più giovane tra i garibaldini mantovani che fecero parte dei Mille di Garibaldi. Era studente liceale a Pavia, quando nel 1860 salpò da Quarto con la Spedizione dei Mille. Nel 1866 fece parte del Corpo Volontari Italiani.